# 程序性细胞死亡
程序性细胞死亡是一种多细胞生物中的细胞由基因控制的自杀过程。它包括细胞凋亡和自噬等多种死亡方式。程序性细胞死亡通过消除受损、衰老或不必要的细胞来控制细胞数量, 维持细胞内环境稳定。
细胞程序性死亡与细胞坏死不同。

## 程序性细胞死亡类型
- 细胞凋亡 或 I型细胞死亡
- 细胞自体吞噬 或 II型细胞死亡
- 细胞程序性坏死（如焦亡）
- 铁死亡